# Trouble Will Find Me
Albums de The National
High Violet
(2010) Sleep Well Beast
(2017)
Trouble Will Find Me est le sixième album du groupe de rock indépendant The National, sorti en 2013.

## Liste des pistes de l'album
| No  | Titre                 | Durée |
| --- | --------------------- | ----- |
| 1.  | I Should Live in Salt | 4:08  |
| 2.  | Demons                | 3:32  |
| 3.  | Don't Swallow the Cap | 4:46  |
| 4.  | Fireproof             | 2:58  |
| 5.  | Sea of Love           | 3:41  |
| 6.  | Heavenfaced           | 4:23  |
| 7.  | This Is the Last Time | 4:43  |
| 8.  | Graceless             | 4:35  |
| 9.  | Slipped               | 4:25  |
| 10. | I Need My Girl        | 4:05  |
| 11. | Humiliation           | 5:01  |
| 12. | Pink Rabbits          | 4:36  |
| 13. | Hard to Find          | 4:13  |

## Classements et certifications
| Classement musical                         | Meilleure position |
| ------------------------------------------ | ------------------ |
| Allemagne (Media Control AG)               | 11                 |
| Australie (ARIA)                           | 2                  |
| Autriche (Ö3 Austria Top 40)               | 7                  |
| Belgique (Flandre Ultratop)                | 2                  |
| Belgique (Wallonie Ultratop)               | 13                 |
| Canada (Canadian Albums Chart)             | 3                  |
| Danemark (Tracklisten)                     | 3                  |
| Espagne (Promusicae)                       | 14                 |
| États-Unis (Billboard 200)                 | 3                  |
| Finlande (Suomen virallinen lista)         | 3                  |
| France (SNEP)                              | 52                 |
| Irlande (Irish Recorded Music Association) | 2                  |
| Italie (FIMI)                              | 21                 |
| Norvège (VG-lista)                         | 2                  |
| Nouvelle-Zélande (RIANZ)                   | 2                  |
| Pays-Bas (Mega Album Top 100)              | 7                  |
| Portugal (AFP)                             | 2                  |
| Royaume-Uni (UK Albums Chart)              | 3                  |
| Suède (Sverigetopplistan)                  | 6                  |
| Suisse (Schweizer Hitparade)               | 6                  |

| Pays        | Ventes    | Certifications |
| ----------- | --------- | -------------- |
| Australie   | 35 000 +  | Or             |
| Canada      | 40 000 +  | Or             |
| Danemark    | 10 000 +  | Or             |
| Royaume-Uni | 100 000 + | Or             |

## Accueil critique
L'album a recueilli dans l'ensemble de très bonnes critiques musicales, obtenant un score de 84⁄100, sur la base de 44 critiques collectées, sur Metacritic.